# Präejakulat

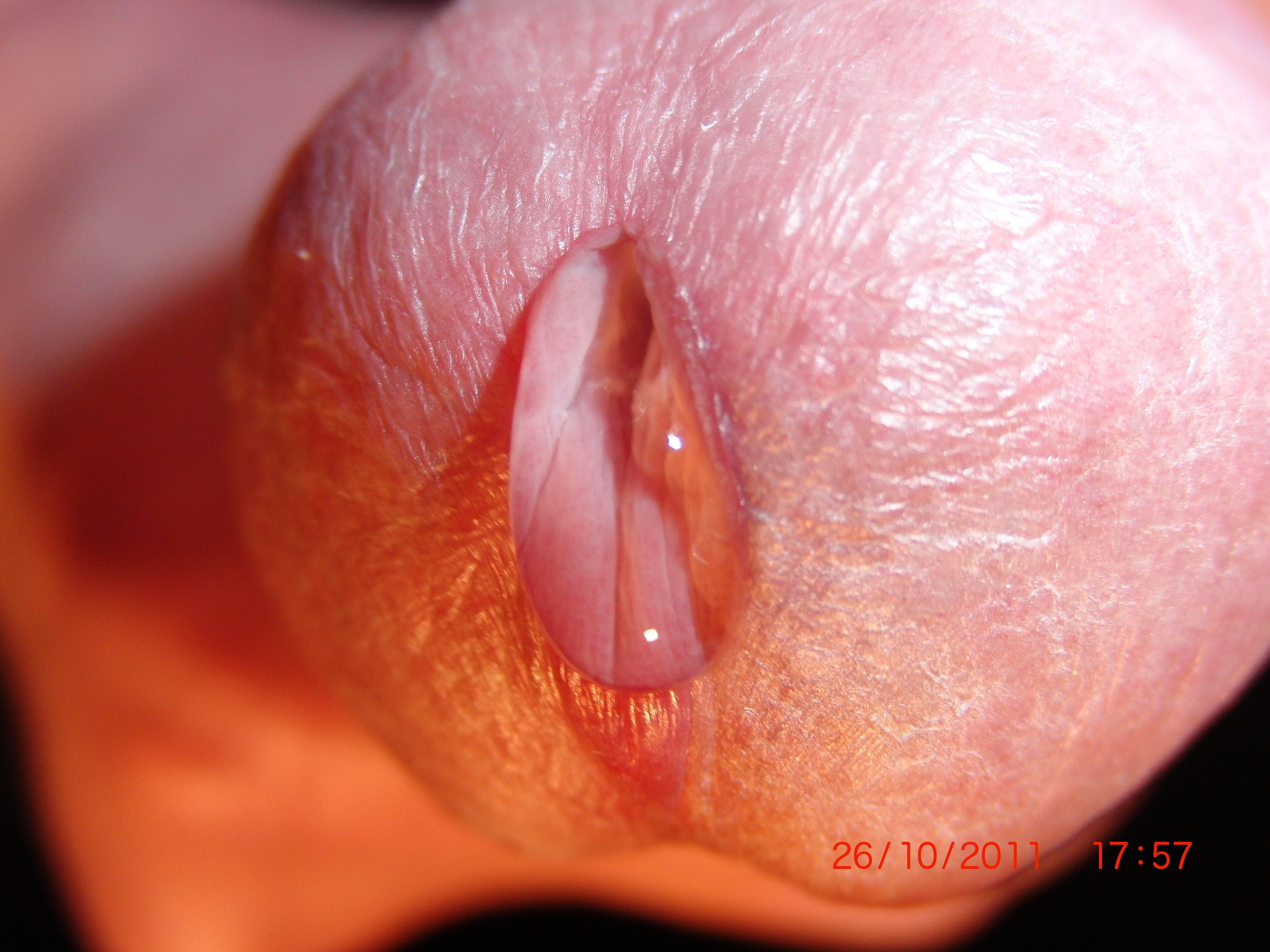
Austretendes Präejakulat

Das Präejakulat (von lat. prae „vor“ und eiaculari „herausschleudern“; umgangssprachlich auch Lusttropfen, Sehnsuchtstropfen, Vorsekret oder Vorsaft) ist ein Drüsensekret, das bei sexueller Erregung abgesondert werden kann und dann bereits vor der Ejakulation aus dem Penis austritt. Neben anderen Funktionen dient es als natürliches Gleitmittel beim Geschlechtsakt, wie auch das Scheidensekret der Frauen. Der Lusttropfen kann Spermien enthalten und zu einer Schwangerschaft führen.

## Merkmale
Es handelt sich dabei um ein Sekret der Bulbourethraldrüse (auch Cowpersche Drüsen), welches aus einem wasserähnlich klaren Schleim von allerdings höherer Viskosität besteht. Das Sekret wird von verschiedenartigen Drüsenzellen abgesondert.
Eine Studie aus dem Jahre 2011 ergab, dass sich bei einem erheblichen Teil von gesunden geschlechtsreifen Männern auch dann bewegliche Spermien im Präejakulat befinden, wenn zuvor keine Ejakulation zeitnah stattgefunden hat. Ob das zwischenzeitliche Spülen der Harnröhre durch Urinieren einen Effekt auf die Spermienmenge im Präejakulat hat, wurde nicht untersucht. Bei Kontakt mit der Vagina kann das Sekret zu einer Befruchtung und schließlich zur Schwangerschaft führen.
Frühere Untersuchungen hatten noch ergeben, dass in der Regel keine Spermien im Präejakulat vorkommen, außer es fand zeitnah zuvor eine Ejakulation statt oder bei anatomischen Abweichungen beziehungsweise Erkrankungen. In derartigen Fällen konnte das Präejakulat bei erneuter sexueller Erregung bereits einige Spermien enthalten und somit bei Kontakt mit der Vagina zu einer Befruchtung und schließlich zur Schwangerschaft führen. Angeblich wurden aber mit einiger Wahrscheinlichkeit die noch in der Harnröhre verbliebenen Spermien einer vorhergehenden Ejakulation durch nachfolgendes Urinieren beseitigt.
Die abgesonderte Menge des Sekrets kann individuell stark variieren. Einige Männer erzeugen kein Präejakulat, wohingegen es bei manchen bis zu 5 ml sein können.
Das Ausfließen von Präejakulat ist unabhängig von einer mechanischen Reizung des Penis oder einer Erektion. Es kann allein durch erotische Vorstellungen ausgelöst werden.
Beim Geschlechtsverkehr hat das Sekret einerseits eine unterstützende Funktion als Gleitmittel – bei Männern, die viel Präejakulat bilden, kann es in Verbindung mit der Nutzung eines Kondoms andererseits auch Probleme bereiten, da es dessen unerwünschtes Abrutschen begünstigen kann.

## Funktion
Der Lusttropfen dient der Reinigung der Harnröhre vor einem zu erwartenden Samenerguss, wobei der pH-Wert der Harnröhre zunimmt und das saure Milieu in ein alkalisches umgewandelt wird. Außerdem fungiert dieses Sekret als ein natürliches Gleitmittel beim Geschlechtsverkehr.

## Krankheitsübertragung
Die Bulbourethraldrüse und damit ihr Sekret spielen auch klinisch eine Rolle, weil bei Befall der hinteren Harnröhre (Urethritis gonorrhoica posterior) durch Neisseria gonorrhoeae, die Erreger des Trippers (Gonorrhoe), Entzündungen (Cowperitis), Abszesse (Cowper-Abszess) und Strikturen der Harnröhre einschließlich der Cowperschen Drüse (Cowper-Striktur) auftreten können.
Auch nicht-gonorrhoische Entzündungen der Harnröhre – verursacht durch Mykoplasmen, Chlamydien oder Pilze – können auf die Bulbourethraldrüsen übergreifen. Es kann daher nicht ausgeschlossen werden, dass diese Erkrankungen auch allein durch das Drüsensekret und die dann darin enthaltenen Erreger übertragen werden können.
Hinsichtlich einer Übertragungsmöglichkeit von HIV allein durch Lusttropfen beim penetrierenden Geschlechtsverkehr oder beim Oralverkehr, ohne dass Sperma in den Körper des Partners gelangt, gibt es weder über die in diesem Drüsensekret gegebenenfalls enthaltene Virusmenge noch über das dann gegebene Infektionsrisiko gesicherte Erkenntnisse. Lediglich in zwei Studien konnten im Präejakulat nichtspermatische Zellen nachgewiesen werden, die funktionstüchtige HI-Viren enthielten.